# Kupiec

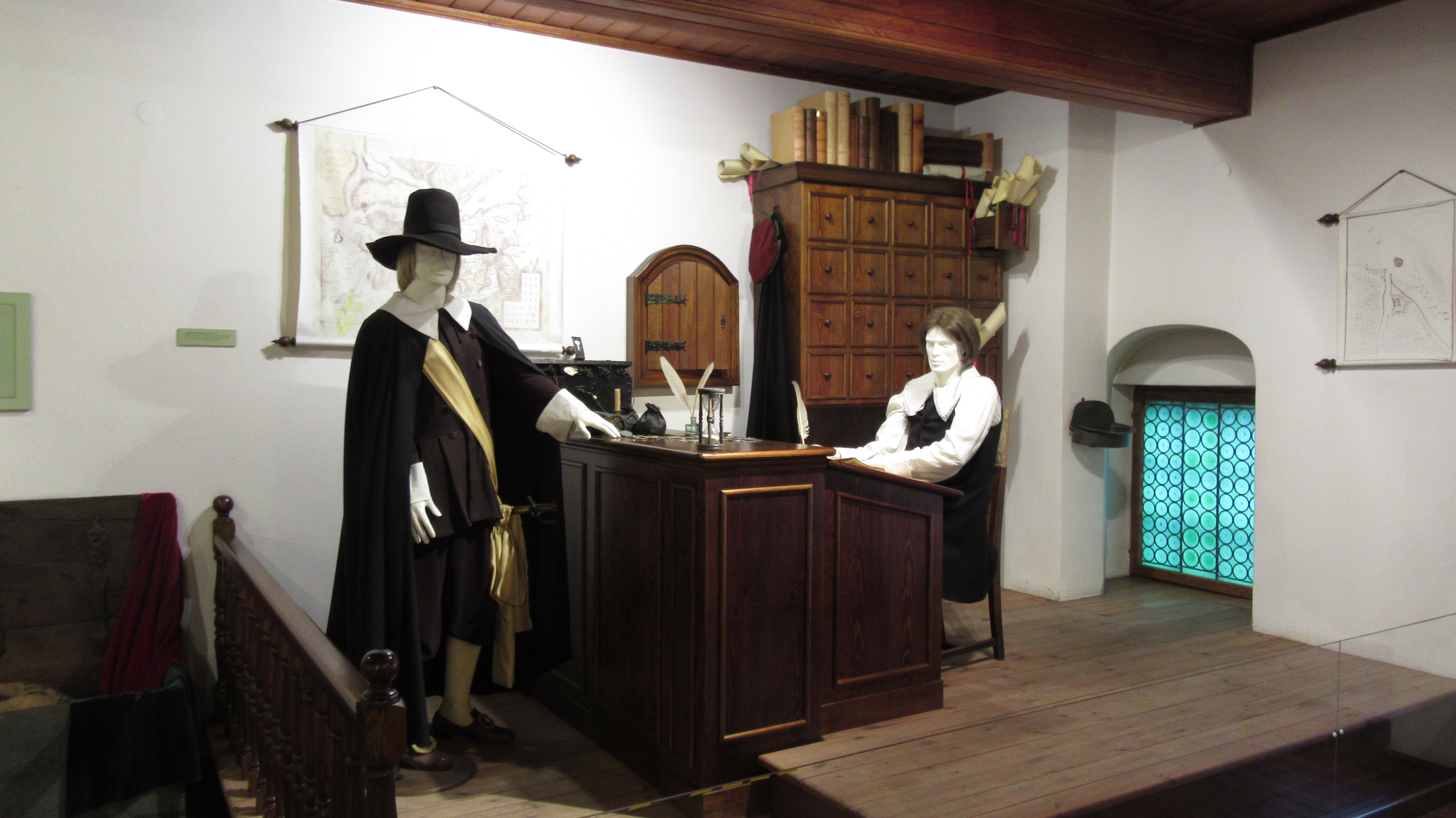
Kantor kupca gdańskiego

Kupiec – osoba prowadząca we własnym imieniu przedsiębiorstwo handlowe.
W średniowieczu kupcy wraz z innymi rzemieślnikami tworzyli mieszczaństwo, w tym samym czasie zrzeszali się również w organizacjach zwanych cechami. Kupcy zobowiązani byli do stosowania się do przymusu drogowego, a w określonych przez króla miastach do prawa składu.

## Pojęcie kupca w prawie polskim
W Polsce okresu międzywojennego pojęcie kupca oznaczało podmiot, który we własnym imieniu prowadził przedsiębiorstwo zarobkowe (art. 2 § 1 Kodeksu handlowego z 1934).
Firma kupca jednoosobowego składała się z jego nazwiska i przynajmniej pierwszej litery imienia.
W roku 1965 zgodnie z art. VI przepisów wprowadzających Kodeks cywilny, art. 2 KH został uchylony, w związku z czym zniknęło pojęcie kupca z prawa polskiego, a zamiast niego pojawiło się pojęcie jednostka gospodarki uspołecznionej i jednostka gospodarki nieuspołecznionej.
W roku 1988 ustawa o działalności gospodarczej wprowadza pojęcie „podmiot gospodarczy”, które w 1999 roku zostało zastąpione pojęciem „przedsiębiorca”.

## Niemcy
W Niemczech pojęcie kupca (niem. Kaufmann) stanowi centralny punkt odniesienia do prawa handlowego jako szczególnego prawa prywatnego kupców. Kupcem jest każdy prowadzący kupiecką działalność gospodarczą (niem. Handelsgewerbe). W pozostałych przypadkach, gdy działalność ta nie wymaga ze względu na swój rodzaj i rozmiar zorganizowania na sposób kupiecki, zwana jest ona niem. Einzelunternehmen, np. w przypadku praktyk zawodowych, indywidualnych gospodarstw rolnych czy działalności gospodarczej w niewielkim rozmiarze (niem. Kleingewerbetreibende).